# Mordella viridis
Mordella viridis és una espècie de coleòpter de la família Mordellidae que habita a Brasil.